# 哈代—拉馬努金定理
在數學上，哈代—拉馬努金定理是由拉馬努金證明、由哈代檢驗的公式。公式斷言，若{\displaystyle \omega (n)}是正整數{\displaystyle n}彼此相異的質因數個數，那麼其正常階為{\displaystyle \log {\log {(n)}}}。
換句話說，絕大多數的正整數相異的質因數個數大略為{\displaystyle \log {\log {(n)}}}。

## 精確描述
一個更精確的敘述是，若{\displaystyle \psi (n)}是任意實數函數，且在{\displaystyle n}趨近於無限時會趨近於無限的話，那麼以下關係式對幾乎所有的整數成立（也就是例外的比例無限小）：
{\displaystyle |\omega (n)-\log \log n|<\psi (n){\sqrt {\log \log n}}}
更傳統的關係式如下：
{\displaystyle |\omega (n)-\log \log n|<{(\log \log n)}^{{\frac {1}{2}}+\varepsilon }}
換句話說，若{\displaystyle g(x)}是不大於{\displaystyle x}且是上式例外的正整數{\displaystyle n}的個數的話，那麼在{\displaystyle x}趨近於無限時，{\displaystyle g(x)/x}趨近於零。

## 歷史
圖蘭·帕爾在1934年找到了上式的簡單證明，他用圖蘭篩法證明了下式：（Turán (1934)）
{\displaystyle \sum _{n\leq x}|\omega (n)-\log \log x|^{2}\ll x\log \log x\ .}

## 推廣
若將{\displaystyle \omega (n)}換成{\displaystyle \Omega (n)}，即正整數{\displaystyle n}質因數總數、將重複質因數重複計算，類似的結果仍然成立。
另外，這定理後來被推廣為艾狄胥—卡滋定理；而艾狄胥—卡滋定理指出{\displaystyle \omega (n)}的數值基本呈現正態分布。